# شعب الباكوسي

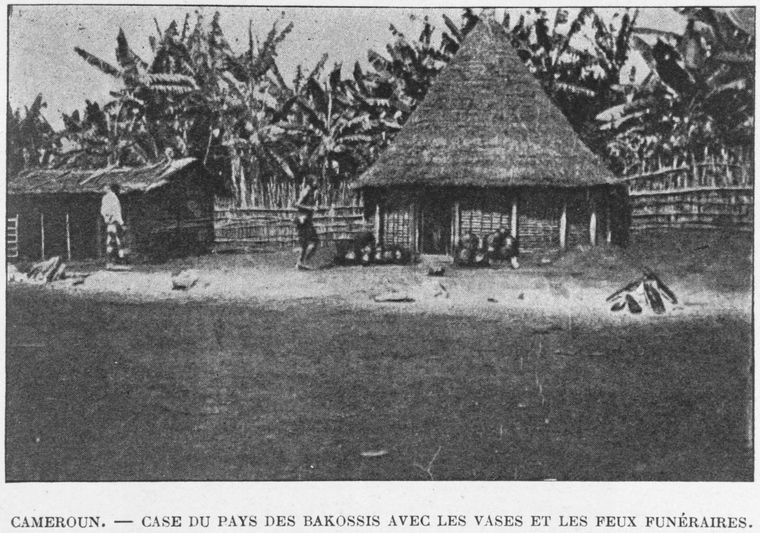

يعيش شعب الباكوسي الذي يبلغ تعداده 200 ألف نسمة على المنحدرات الغربية والشرقية لجبل مواننجوبا وجبل كوب في جبال باكوسي في الكاميرون، ويعمل معظمهم  في زراعة الكفاف، لكنهم ينتجون أيضًا بعض البن والكاكاو.

## أصولهم
وفقًا لتقاليدهم، ينحدر باكوسي من نسل الصياد العظيم نجوي (أو نغويه) وزوجته الجميلة سومديانج. أنجب الزوجان اثنا عشر طفلاً. في وقت من الأوقات، حذر كائن خارق للطبيعة الزوجين من أن فيضانًا قادمًا، ونصحهم بصنع صندوق يهربون فيه. بنوا سفينة وأخذوا عائلاتهم وجميع أنواع الحيوانات، ونجوا من الطوفان. وصل مركبهم للراحة بين بحيرتي مواننجوبا التوأميتين، التين يقال أن لإحداهما شخصية أنثوية والأخرى ذكورية. تزعم العشائر المختلفة أنها تنحدر من أبناء وأحفاد مختلفين لهذا الزوجين.
تربط شعب الباكوسي صلات قربى بآخرين في المنطقة بما في ذلك البافاو والباكوندو والبالونج والباسوسي والمبو والأبو والمياميلو والبانيكا والموانمان والموانج والباركو والباكاكا والبابونج والبالوندو والمانيهاس والبونجكينج والباكيم. يتحدث شعب الباكوسي لغة البانتو المسماة «أكوزي». تتضمن هذه اللغة اليوم العديد من الكلمات المستعارة من الإنجليزية والفرنسية، بالإضافة إلى كلمات موجودة أيضًا في لغة الدوالا أو مرتبطة بكلمات منها. يصنف علم اللغات لغة الباكوسي ضمن مجموعة نغوي من عائلة موندو- بالونغ.

## محيطهم

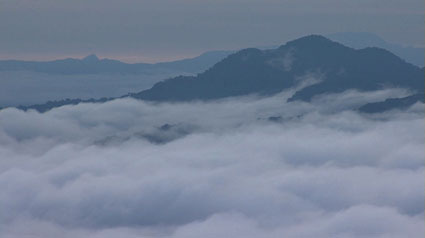
صورة التُقطت أثناء تصوير الفيلم الوثائقي Les Brumes du Manengouba عام 2007 في غابات باكوسي.

تشمل الأراضي التي يحتلها شعب الباكوسي كلا من المرتفعات والأراضي المنخفضة. لتلك الأراضي تربة خصبة، تسقيها جداول ترتفع في الجبال، وتغطيها غابات كثيفة تحتوي على أنواع كثيرة من الأشجار والطيور والحيوانات. كثير من الباكوسيين يزرعون جوز الهند  والكسافا وبعض الذرة لسد حاجتهم من الطعام، كما يزرعون القهوة في الأجزاء العليا من اراضيهم والكاكاو في السفلى لجني المال. تشمل الأطعمة الأكثر غرابة التي يتناولونها الضفادع الصغيرة وذكور الضفدع المشعر، والتي يُعتقد هناك أنها تسقط من السماء، وتساعد الأزواج عند تناولها على الإنجاب إذا كانوا يعانون من القم. يحظى الصياد بالاحترام لدى شعب الباكوسي لمهاراته وإنجازاته بقدر ما يحظى بالاحترام من القيمة الاقتصادية للحيوانات التي تمكّن من قتلها.
أنشئت محمية غابة الباكوسي التي تبلغ مساحتها 5517 كيلومترًا مربعًا (2130 ميل مربع) في عام 1956. وفي عام 2000، صُنّف القسم الرئيسي من منطقة الباكوسي على أنها غابة محمية. حظرت جميع عمليات قطع الأشجار وأصبحت «كوبي» «محمية طبيعية بقواعد صارمة». شارك شعب الباكوسي المحلي في ترسيم الحدود. كانت هناك مكاسب كبيرة في فعالية إدارة الغابة بين عامي 2003 و 2007 على الرغم من أن السكان المحليين كانوا ما يزالون غير مندمجين جيدًا في إدارة المنطقة في ظل ضعف التعليم الذي تلقوه حول الموضوعات البيئية.

## معتقداتهم التقليدية
تضمنت معتقدات وعادات شعب الباكوسي إيمانهم ومشاركتهم في «جوجو»، وهو مفهوم غامض حديث قد ينطبق على مجتمع سري وأشياء مرتبطة فيه مثل الاقنعة وبعض القوى السحرية. كان «واكوم» أقوى من كل السحر، وكان هو غير مرئي وغامض ومليء بالسحر. قُيّدت بعض  طقوس الجوجو على الرجال في سن معينة، وبات هؤلاء مطالبون بدفع رسوم ليتسنى لهم البدء بها. استخدم الباكوسيون جوجو والطقوس المرتبطة به لدفع الشر عن قراهم وكشف وجود السحرة بينهم.
ربط شعب الباكوسي خصائص سحرية شريرة بجبل كوبي. لقد اعتقدوا أن بإمكان نيونغو، أو أعضاء جمعية إيكوم للسحرة، توظيف الناس للعمل في مزارع غير مرئية على الجبل.